# Ninursague

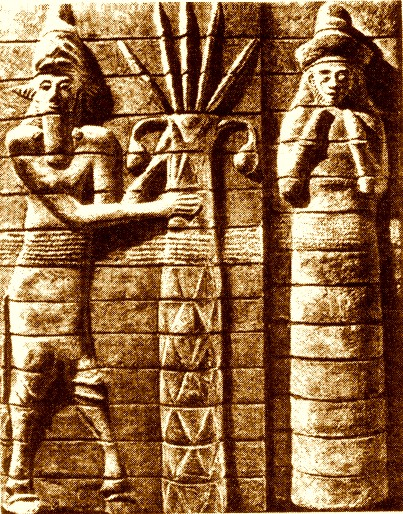
Ninursague (à direita) com o espírito das florestas, junto à árvore da vida (baixo-relevo de Susã).

Ninursague (Ninhursag; da língua sumeriana "NIN" (Senhora) e "ḪURSAG" ou "ḪUR.SAG" (Montanha sagrada)), foi uma deusa ("dingir") Suméria. Com os atributos principais de uma deusa mãe, teve diversos nomes e atributos ao longo da história da Mesopotâmia, a saber:
- "Qui" - Terra
- "Ninma" - Grande Rainha;
- "Nintu" - Senhora do nascimento;
- "Ninti" - Senhora da vida;
- "Mama" ou "Mami" - Mãe;
- "Aruru" - Irmã de Enlil;
- "Dingirma";
- "Aruru";
- "Urias".

Outros nomes e atributos menores foram:
- "Ninzinaque" - Senhora do embrião;
- "Nindim" - Senhora modeladora;
- "Nagarsagaque" - Carpinteira de interiores;
- "Ninbacar";
- "Ninmague" - Senhora vulva;
- "Ninsiguesigue" - Senhora do silêncio;
- "Mudquesda";
- "Amaduguebade" - Mãe que estende os joelhos;
- "Amaududa" - Mãe que dá à luz;
- "Sagzudingirenaque" - Meio-esposa dos deuses;
- "Ninmena" - Senhora do diadema.

Na mitologia Suméria, possivelmente nasceu da união de Anu  e de Antu, embora às vezes também figure como filha de Quisar. Era irmã de Enlil e Enqui, com quem teve filhos. Nos primeiros dias da criação ela desceu do céu com Enlil. Surge como progenitora da maioria dos deuses, dos Anunáqui, os Iguigui e os Utucu.
Ela nunca se casou mas teve um filho com Enqui chamado Marduque e com Enlil outro filho de nome Ninurta.
Em alguns hinos é identificada como "verdadeira e grande senhora dos céus" e que os reis da Suméria "foram nutridos pelo leite de Ninursague".
A lenda narra que ela criou as colinas e as montanhas e que o seu nome foi mudado pelo seu filho Ninurta, de "Ninma" para "Ninursague", para comemorar esse feito.
Como "Nintu" foi sentada, por Enqui, na parte mais importante da mesa no dia do banquete pela celebração da nova morada.
Como "Ninma", auxiliou Enqui na criação da raça humana. Ela, juntamente com Namu, modelaram o homem em argila.
Na Acádia tornou-se conhecida como "Beletili" (Senhora dos deuses), ou "Mama" (Parteira dos deuses), figurando com papel de destaque no Atrahasis, poema épico sobre a criação e o dilúvio universal. Como esposa de Ea, para os acádios contemporâneos de Enki, era conhecida como Danquina. O seu prestígio diminuiu à medida que aumentou o de Istar, mas o seu aspecto como Danquina, mãe de Marduque, o deus supremo da Babilónia, assegurou-lhe lugar no panteão.

## O mito de Enqui e Ninursague
Este mito é relatado nas tabuletas de argila que datam da época de Ur III e do período paleobabilónico, na antiga Mesopotâmia. A lenda refere como Enqui abençoou a terra paradisíaca de Dilmum, a pedido de Ninsiquil, fazendo com que brotasse àgua do subsolo, e que navios de Tuquirique e de outras partes levaram ouro e pedras preciosas à mítica cidade de Dilmum. O texto prossegue narrando as relações incestuosas de Enqui, Ninursague e suas filhas, Ninsar, Nincurra e Utu. Após Enqui ter mantido relações sexuais com suas filhas, Ninursague vinga-se dele causando-lhe oito doenças. Mais tarde, Enqui, com a ajuda de uma raposa, trai Ninursague que havia jurado não vê-lo jamais com bons olhos, até ao dia da morte de Enqui. Finalmente, concorda em desfazer a maldição e cria oito divindades para curar cada uma das oito enfermidades que causara.